# Audio

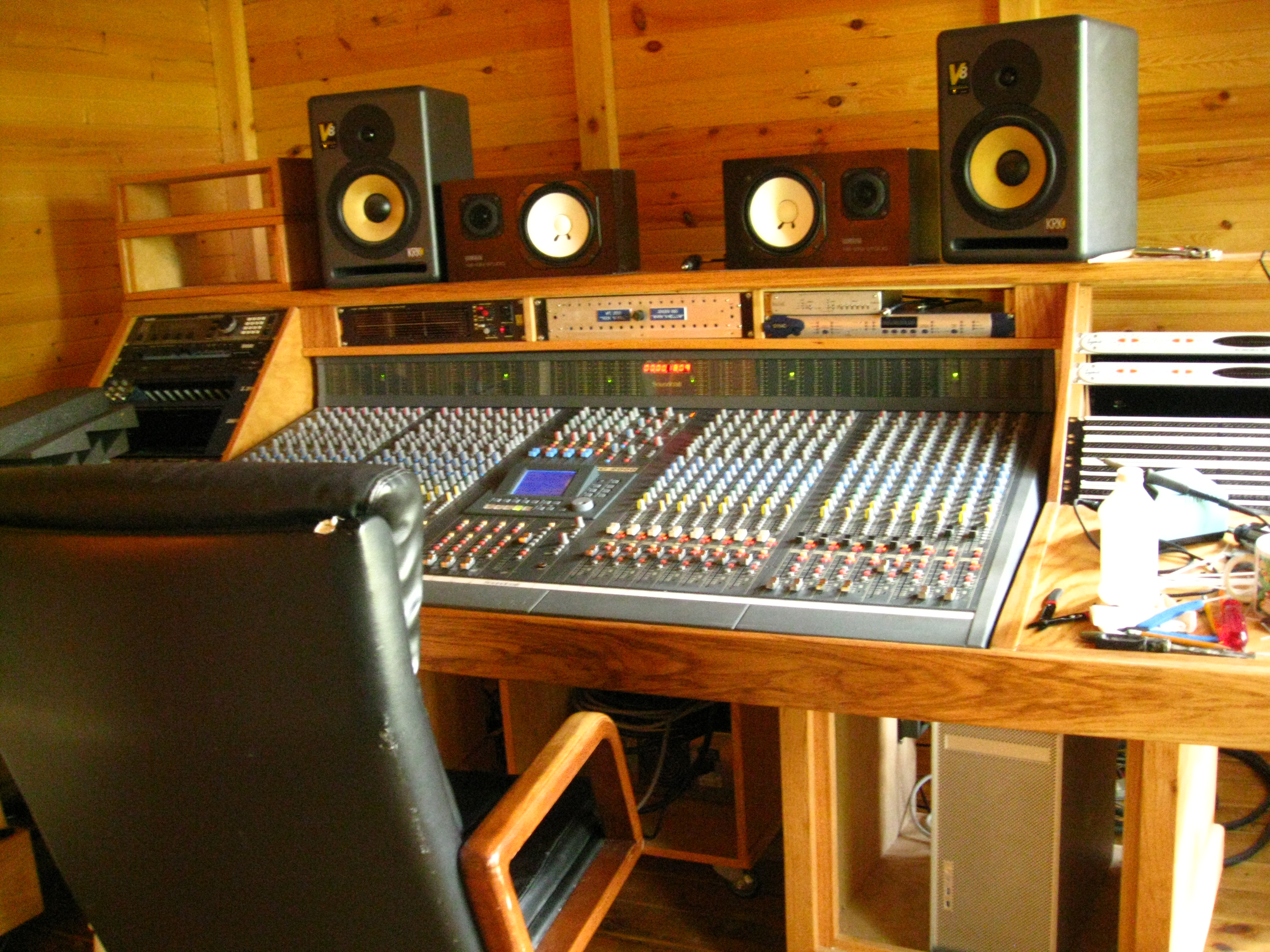
Een geluidsstudio

Een audiosignaal is een signaal dat informatie voor geluid bevat. Het woord audio is Latijn en betekent letterlijk ik hoor (van audire = horen).
Een microfoon bijvoorbeeld vangt geluid op en zet dit om naar een elektrisch audiosignaal. Na opslag, bewerking of transport kan het later dan weer terug omgezet worden naar een hoorbaar signaal.
Bij een bandrecorder of cassetterecorder wordt geluid dat gemaakt is door bijvoorbeeld een persoon of muziekinstrument, via een microfoon opgenomen. De microfoon zet luchtdrukvariaties om in een elektrische spanning. De ontstane elektrische analoge signalen worden opgeslagen op de geluidsband van de recorder. Analoge signalen kunnen ook worden omgezet in digitale signalen, waardoor ze geschikt worden voor digitale verwerking of opslag op een computer, cd of dvd of mp3-speler.
Bij afspelen wordt de informatie in de recorder (analoog of digitaal) weer omgezet in een elektrisch audiosignaal, versterkt en zo nodig bewerkt en uiteindelijk weer hoorbaar gemaakt via een luidspreker of hoofdtelefoon.
Een analoog audiosignaal vergt twee (mono) of drie (stereo) aders, of bij aparte kabels voor de linker- en rechterluidspreker, twee per kabel. Vaak eindigen deze aparte kabels in twee ontblote aders (in totaal vier), die in de geluidsinstallatie worden geklemd, of elk in een tulpstekker. Een kabel voor stereo, met voor links en rechts een gemeenschappelijke kabel (bijvoorbeeld die van een niet-draadloze hoofdtelefoon), heeft vaak een drie-aderige jackplug, of een usb-stekker.
Voor een draadloos audiosignaal op korte afstanden wordt vaak bluetooth toegepast.

## Afspeelsnelheid
Bij afspeelapparatuur en -software van audio is de afspeelsnelheid soms regelbaar (zoals ook bij die van video). Bij verhogen of verlagen van de snelheid kan de toonhoogte hoger, respectievelijk lager worden. Het doel van verhogen van de snelheid kan zijn het zoeken van een passage of het bij het beluisteren besparen van tijd. Het doel van verlagen van de snelheid kan zijn het nader beluisteren van bijvoorbeeld een slecht verstaanbare passage, vooral als dit komt door snel praten.

## Fonogram
In het Nederlandse recht is een fonogram iedere opname van uitsluitend geluiden van een uitvoering of andere geluiden.